# Aleš Hemský
Aleš Hemský (Pardubice, 13 agosto 1983) è un ex hockeista su ghiaccio ceco.

## Carriera

### Club

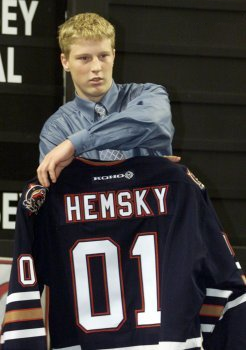
La presentazione di Hemský al draft 2001

Nella sua carriera ha giocato perlopiù in NHL: era stato scelto al draft del 2001 dagli Edmonton Oilers al primo giro (13ª scelta assoluta), e coi canadesi ha giocato dal 2002 al marzo del 2014 (ad eccezioni delle due serrate del 2004-2005 e della prima parte della stagione 2012-2013, quando ha fatto ritorno in patria alla squadra che lo ha lanciato, il Pardubice). Ha giocato l'ultima parte della stagione 2013-2014 con gli Ottawa Senators, per poi passare, alla scadenza del contratto, ai Dallas Stars, con i quali ha disputato tre stagioni. Nel 2017 ha sottoscritto un contratto di un anno coi Montréal Canadiens, disputando tuttavia solo sette incontri a causa di una commozione cerebrale rimediata nell'incontro del 20 ottobre 2017 contro gli Anaheim Ducks.
Rimasto per due stagioni senza squadra, su consiglio dei medici ha annunciato il ritiro nel maggio del 2020.
Per tutta la carriera in NHL ha vestito la maglia numero 83.

### Nazionale

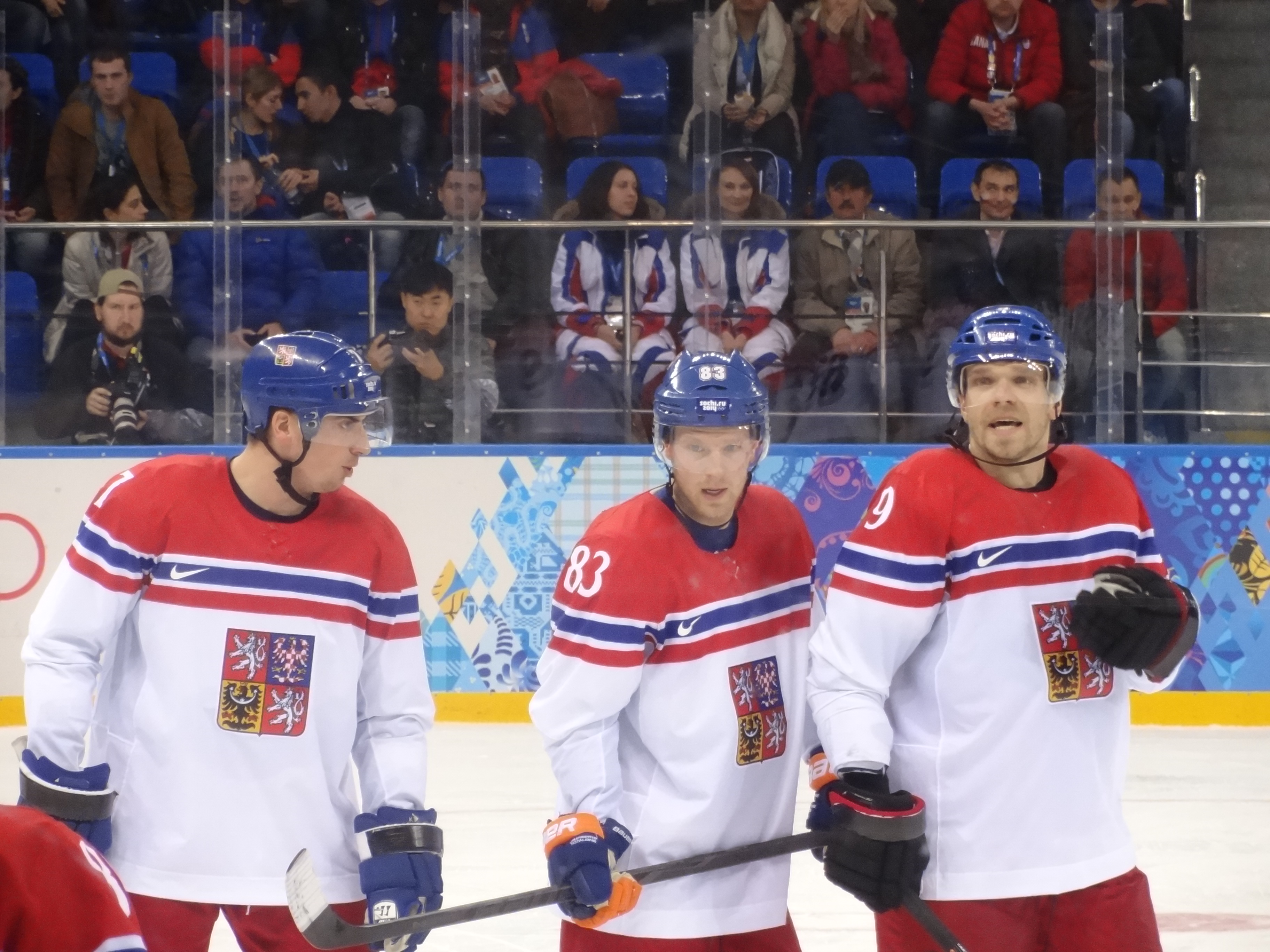
Hemský (al centro) con Tomáš Kaberle e Jakub Voráček a

Con la maglia della nazionale ceca Under-20 ha giocato il mondiale di categoria del 2002, giocato in casa.
L'anno successivo ha esordito in nazionale maggiore, con cui ha giocato i mondiali del 2005 (vinti), 2009 e 2012 (chiusi al terzo posto), la World Cup of Hockey 2016 e due edizioni dei giochi olimpici invernali, Torino 2006 (bronzo) e Soči 2014.

## Palmarès

### Nazionale

#### Olimpiadi
- Bronzo a Torino 2006.

#### Mondiali
- Oro a Austria 2005.
- Bronzo a Finlandia 2012.

### Club
- Extraliga ceca: 1

Pardubice: 2004-2005